# Fernando Quevedo Rodríguez
 Fernando de la Trinidad Quevedo Rodríguez  es un físico guatemalteco. Fue nombrado director del Centro Internacional de Física Teórica (CIFT), en Trieste, Italia; en octubre de 2009, sucediendo a K.R. Sreenivasan, quien fue director desde 2003.
Nació en 1956 en Costa Rica y obtuvo su primera educación en Guatemala. Obtuvo su doctorado de la Universidad de Texas en Austin en 1986 bajo la supervisión del Premio Nobel, Steven Weinberg. Ha realizado una serie de investigaciones en el CERN, Suiza; en la Universidad McGill de Canadá, en el Instituto de Física en Neuchatel, Suiza; y en el Laboratorio Nacional de Los Álamos de EE. UU. Así también, por un breve período, ha sido profesor de física en la Universidad Nacional Autónoma de México. El Dr. Quevedo se unió al Departamento de Matemática Aplicada y de Física Teórica en la Universidad de Cambridge del Reino Unido en 1998, donde ha sido profesor de Física Teórica y miembro del Gonville y Caius College
Ha sido galardonado con el Premio al Mérito Wolfson, con el doctorado honoris causa por la Universidad de San Carlos de Guatemala y por la Universidad del Valle de Guatemala, por el John Solomon Guggenheim Foundation Fellowship y con el Premio 1998 CIFT en Física de Altas Energías junto con Anamaría Font. Es autor de más de 100 artículos.
Ha impartido cursos en ecuaciones diferenciales , métodos complejos , supersimetría y dimensiones extra.